# Wild Rice River (North Dakota)
Der Wild Rice River ist ein etwa 390 Kilometer langer gewundener nordwärts fließender linker Nebenfluss des Red River of the North im Südosten des US-Bundesstaates North Dakota.
Seine Zuflüsse entwässern auch einen kleinen Teil des Nordens von South Dakota. Über den Red River, den Winnipegsee und den Nelson River ist er Teil des Einzugsgebietes der Hudson Bay und entwässert ein Gebiet von 5783 km² in der Region des Red River Valleys. Er ist einer von zwei Zuflüssen des Red River of the North mit diesem Namen; der andere ist der Wild Rice River in Minnesota. Trotz seiner Länge handelt es sich um einen relativ kleinen Fluss, dessen Schüttung im Jahresdurchschnitt nur etwa 3 m³/s beträgt.

## Lauf
Der Fluss entspringt als ein nichtstetiges Gewässer in der Brampton Township, etwa 10 km südlich von Cogswell im Südosten des Sargent County und fließt anfänglich extrem mäandrierend durch diesen und den Richland County, durch das Tewaukon-Reservat und an den Städten Cayuga, Mantador und Great Bend vorbei, wo er schließlich nach Norden schwenkt. Westlich von Wahpeton beginnt er einen parallelen Verlauf zum Red River, dem er bis zu seiner Mündung im Cass County, etwa fünf Kilometer südlich von Frontier in einem Abstand von fünf bis elf Kilometern in starken Windungen folgt.

## Abflussmenge
Der United States Geological Survey betreibt etwa fünf Kilometer nordwestlich von Abercrombie einen Pegel. Zwischen 1932 und 2005 betrug dort die langjährige Abflussmenge im Jahresdurchschnitt etwa 3 m³/s. Der höchste Wert wurde am 11. April 1969 mit 270 m³/s beobachtet.